# Алентежу-Сентрал
Субрегион Аленте́жу-Сентра́л (порт. Alentejo Central) — экономико-статистический субрегион в центральной Португалии.
Входит в состав Алентежу.
Включает в себя часть 13 муниципалитетов округа Эвора и один муниципалитет округа Порталегре.
Территория — 7 227 км². Население — 173 401 человек. Плотность населения — 24 чел/км².

## География
Субрегион граничит:
- на севере — субрегионы Лезирия-ду-Тежу и Алту-Алентежу
- на востоке — Испания
- на юге — субрегионы Байшу-Алентежу и Алентежу-Литорал
- на западе — субрегион Полуостров Сетубал

## Муниципалитеты
Субрегион включает в себя 14 муниципалитетов:

### Муниципалитеты округа Эвора
- Аландроал
- Аррайолуш
- Борба
- Вендаш-Новаш
- Виана-ду-Алентежу
- Вила-Висоза
- Монтемор-у-Нову
- Моран
- Портел
- Регенгуш-де-Монсараш
- Редонду
- Эвора
- Эштремош

### Муниципалитеты округа Порталегре
- Созел